# Булекпаев, Ермаганбет Кабдулович
Ермаганбет Кабдулович Булекпаев (род. 2 сентября 1975 года, Успенское, Карагандинская область, Казахская ССР, СССР) — казахстанский политический и государственный деятель. Аким Караганды с 23 сентября 2020 года по 8 декабря 2022 года. Аким Карагандинской области с 8 декабря 2022 года.

## Биография
Родился 2 сентября 1975 года в селе Успенское, Шетского района Карагандинской области Казахстана (происходит из подрода Кареке, рода Куандык, племени Аргын). Имеет два высших образования — в 1996 году окончил экономический факультет Карагандинского государственного университета имени Е. А. Букетова, а в 2003 — Евразийский национальный университет.
Работать начал в том же году, что и получил первое высшее образование. Устроился на должность экономиста темиртауского филиала ОАО «Казкоммерцбанк». С 1997 по 1998 год занимал пост директора представительства ИКЦ «Бизнес-Информ» в Астане. С 2003 по 2009 год работал на руководящих должностях в Павлодарской области: был заместителем руководителя аппарата акима области, руководителем аппарата акима Павлодара, акимом Павлодарского района, начальником Управления предпринимательства и промышленности области. С 2009 по 2013 год возглавлял управления Агентства РК по делам государственной службы в Карагандинской и Южно-Казахстанской областях, затем — в Астане.
С июня 2013 по февраль 2018 года был акимом трех районов Астаны: Сарыарка, Алматы и Есиль. С февраля до 30 ноября 2018 года занимал должность государственного инспектора Администрации Президента РК. С 30 ноября 2018 года до 6 октября 2020 года занимал пост заместителя акима Карагандинской области. 6 октября 2020 года назначен исполняющим обязанности акима города Караганды. С 23 сентября 2020 года по 8 декабря 2022 года занимал должность акима города. С 8 декабря 2022 года занимает должность акима Карагандинской области.

## Награды
Награждён орденом «Құрмет» и медалью «Ерең еңбегі үшін».